# Pink (vinger)

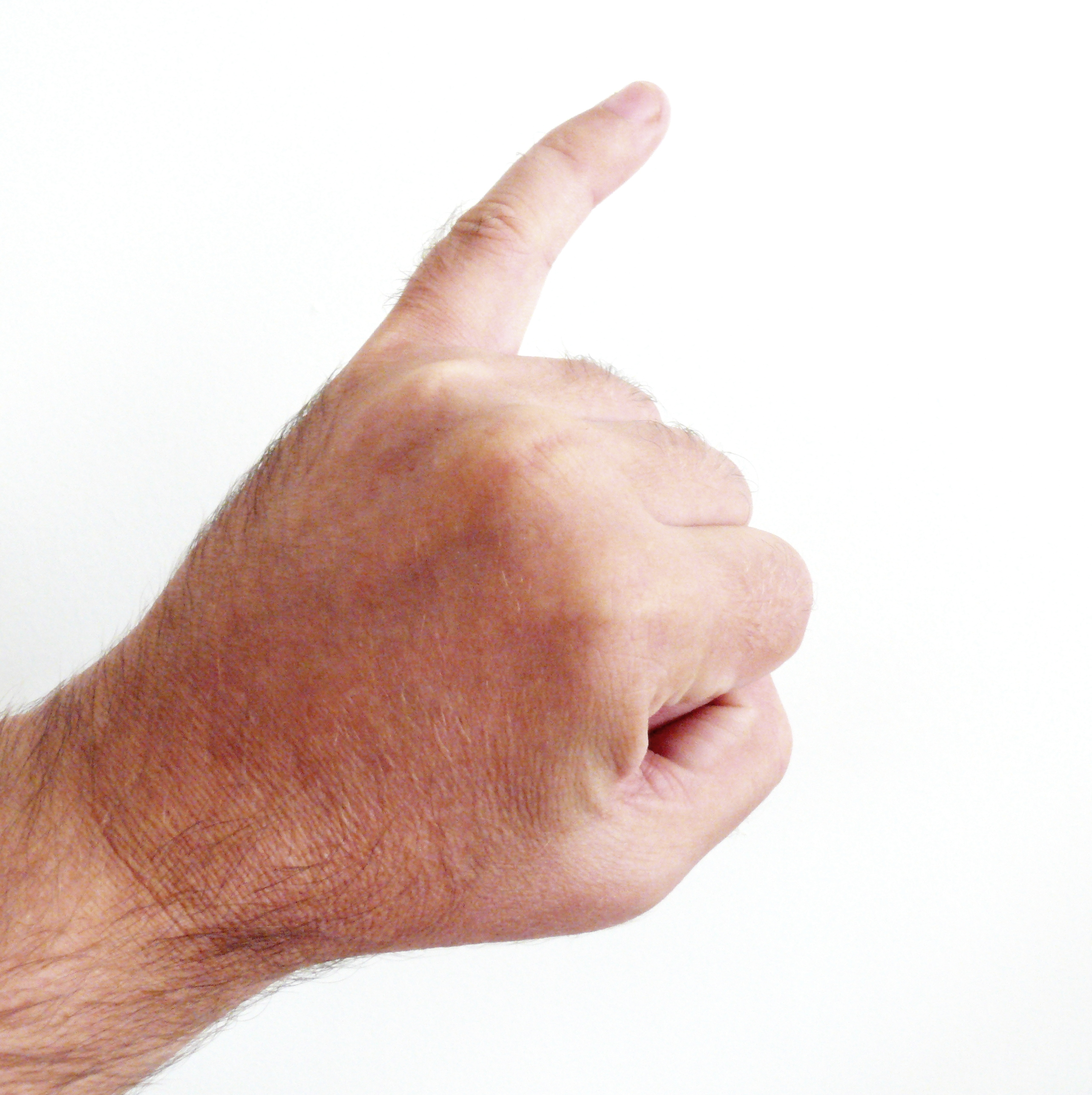
Pink

De pink is de kleinste van de vijf vingers van de menselijke hand.
Er is in veel talen geen aparte naam voor de pink, maar in de plaats daarvan wordt de vertaling van kleine vinger gebruikt. Het Indonesisch heeft wel een apart woord: kelingking. Het opsteken van de pink is in sommige Oost-Europese landen een belediging, vergelijkbaar met het opsteken van de middelvinger in West-Europa. Het kon in Indonesië voorkomen dat een hooggeplaatste, een sultan een onderdaan met de pink wenkte om naderbij te komen. Het enorme standsverschil werd hiermee aangegeven. Wanneer iemand in Vlaanderen een café binnen komt en de pink naar de barman opsteekt, bestelt zij of hij daarmee een pils. Pink, pils en pint lijken veel op elkaar.

## Beweging
De volgende spieren doen de pink bewegen.
- strekken of extensie
  - musculus extensor digitorum
- buigen of flexie
  - musculus flexor digitorum superficialis
  - musculus flexor digitorum profundus
  - musculus flexor digiti minimi brevis
- spreiden of abductie
  - musculus abductor digiti minimi
- adductie
  - musculi interossei dorsales
  - musculi interossei palmares
- oppositie
  - musculus opponens digiti minimi manus

## Overige
- Pinkeltje uit de kinderboekenreeks van Dick Laan is naar de pink genoemd.
- Een vingersprookje is een versje waarin alle vingers van de hand voorkomen. Ze worden bij het opzeggen aangewezen of opgestoken.

pink · ringvinger · middelvinger · wijsvinger · duim